# Paronychia chlorothyrsa
Paronychia chlorothyrsa är en nejlikväxtart som beskrevs av Svante Samuel Murbeck. Paronychia chlorothyrsa ingår i släktet prasselörter, och familjen nejlikväxter.

## Underarter
Arten delas in i följande underarter:
- P. c. coarctata
- P. c. erythraea